# Dendrochilum fuscescens
Dendrochilum fuscescens là một loài thực vật có hoa trong họ Lan. Loài này được Schltr. & J.J.Sm. mô tả khoa học đầu tiên năm 1909.